# Squirrel & Bär
Squirrel & Bär ist ein Englisch-Lernspiel und Point-and-Click-Adventure für Kinder der deutschen Entwicklungsfirma the Good Evil GmbH aus dem Jahr 2014. Das Spiel ist auf iOS-Geräten (iPad und iPhone) sowie für alle Android-Geräte ab Version 2.3 spielbar. Im Erscheinungsjahr wurde das Spiel mit mehreren Preisen ausgezeichnet, darunter dem Deutschen Entwicklerpreis 2014 als bestes Kinderspiel und dem Kindersoftwarepreis TOMMI für den Bereich „Vorschule & Kindergarten“.

## Spielinhalt
In dem Spiel müssen die Hauptfiguren Squirrel und Bär die kranken Bienen retten und dafür eine Heilpflanze besorgen, die vom Luchs in den weit entfernten Bergen bewacht wird. Um zur Heilpflanze zu kommen, müssen Squirrel und Bär durch den Wald und die Stadt bis in die Berge reisen und dabei Abenteuer bestehen. Während der Abenteuer lernen die Spieler die englische Sprache, da die Figuren außerhalb des Waldes Englisch sprechen und sie mit diesen kommunizieren müssen. Zu diesem Zweck haben sie ein Vokabelbuch vom Dachs bekommen.

## Lernkonzept
Die Spieler lernen die englische Sprache dadurch, dass sie mit den verschiedenen Tieren außerhalb des Waldes kommunizieren müssen und dabei ihren Wortschatz nach und nach ausbauen.

## Entwicklung und Rezeption
Das Spiel wurde von der in Köln ansässigen Programmierfirma the Good Evil GmbH mit Unterstützung der Film- und Medienstiftung Nordrhein-Westfalen entwickelt. Die Idee und das Game Design stammen dabei von der Firmengründerin Linda Kruse, die Programmierung und das Scripting von Guido Lorenz und Renaud van Strydonck und die Illustration und die Animation von Illustration und Animation von Ulla Schmidt, die Titelmusik wurde von Rolf Lammers und Jonas Schweitzer-Faust produziert. Die englischen Texte wurden mit bis zu 900 Vokabeln von englischen Muttersprachlern in Studioqualität eingesprochen und entsprechen dem Europäischen Referenzrahmen für den Spracherwerb der Stufe A1.
Das Konzept des Spiels wurde 2012 für den deutschen Computerspielpreis als bestes Nachwuchskonzept nominiert. Im Erscheinungsjahr wurde das Spiel mit dem Deutschen Entwicklerpreis als bestes Kinderspiel, dem Deutschen Kindersoftwarepreis TOMMI für den Bereich „Vorschule & Kindergarten“, dem Pädagogischen Interaktiv-Preis PÄDI 2014 als „Beste Apps für Kinder“ und der Giga-Maus 2014 als „Bestes Lernprogramm Fremdsprachen“ ausgezeichnet. Im September 2016 wurde es von der Deutschen Akademie für Kinder- und Jugendliteratur als App des Monats ausgewählt.

## Nachfolger
Zur Zeit entwickelt the Good Evil GmbH am Nachfolger Squirrel & Bear: Rascals Escape, welcher sich diesmal auf eine etwas ältere Zielgruppe spezialisiert und thematisch Europas kulturelle Vielfalt in den Vordergrund stellt. Neben neuen Jump-’n’-Run-Mechaniken, werden mit Squirrel und Bär auch zum ersten Mal zu zweit spielbar sein. Es soll 2021 für die Nintendo Switch, sowie für iOS-Geräte, Android-Geräte und den PC erscheinen.